# Europäische Schwarze Witwe
Die Europäische oder Mediterrane Schwarze Witwe (Latrodectus tredecimguttatus), häufig auch Malmignatte, Karakurte bzw. Karakurt genannt, ist eine Spinne aus der Familie der Kugelspinnen (Theridiidae). Sie ist die europäische Vertreterin jener Arten der Echten Witwen (Latrodectus), die früher allgemein als „Schwarze Witwen“ (Latrodectus mactans im weiteren Sinn) bezeichnet wurden. Die Europäische Schwarze Witwe ist überdies mit einer Körperlänge von bis zu 15 Millimetern die größte in Europa vorkommende Kugelspinne und durch ihre Zeichnung mit dreizehn roten Flecken auf glänzend schwarzem Grund sowie die Berichte über ihre Giftwirkung auch weitläufig in Europa bekannt, obwohl das Verbreitungsgebiet der xerophilen (trockenliebenden) und vom Mittelmeerraum bis nach China verbreiteten Art vorwiegend auf den Süden Europas begrenzt ist. Wie die Mehrheit der Kugelspinnen, die auch Haubennetzspinnen genannt werden, legt auch die Europäische Schwarze Witwe unregelmäßige Raumnetze an, die weiter oben einen Schlupfwinkel als Aufenthaltsort für die Spinne enthalten. Dabei dienen auch hier mit klebrigen Tropfen versehene Fangfäden der eigentlichen Fluchtverhinderung möglicher Beutetiere, die, sobald sie in einen der Fangfäden geraten, von der Spinne eingesponnen werden, ehe diese sie mit einem Giftbiss außer Gefecht setzt und anschließend verzehrt.
Die Bezeichnung „Schwarze Witwe“ rührt wie bei den anderen Arten mit dieser Bezeichnung sowie den Arten der Echten Witwen allgemein von der Annahme, dass das Männchen nach der Paarung unmittelbar dem Weibchen zum Opfer fällt, was bei der Europäischen Schwarzen Witwe in der Tat häufig der Fall ist, bei anderen Arten der Gattung jedoch unterschiedlich häufig vorkommt und bis heute nicht gänzlich geklärt ist. Eine weitere Prominenz erhält die ebenso wie die anderen „Schwarzen Witwen“ oftmals gefürchtete Art durch die möglichen Folgen ihrer Spinnentoxine für den Menschen. Der Biss der Europäischen Schwarzen Witwe kann wegen seiner Giftwirkung mit schweren Komplikationen einhergehen, wobei Todesfälle jedoch sehr selten nachweisbar sind. Früher wurde vermutet, der Biss der Europäischen Schwarzen Witwe könne wie der Biss der Apulischen Tarantel (Lycosa tarentula) mit dem Tarantismus bzw. der Tanzwut einhergehen, die dann in therapeutischer Form mithilfe des süditalienischen Volkstanzes Tarantella zu behandeln wäre.
Heutzutage wird die Europäische Schwarze Witwe wie die anderen als „Schwarze Witwe“ bezeichneten Vertreter der Echten Witwen intensiver  erforscht, wobei insbesondere die Zusammensetzung des wirkungsvollen Giftes dieser Arten im Fokus steht. Ferner wird sie als nützlich im Rahmen der biologischen Schädlingsbekämpfung gesehen. Gelegentlich dient sie auch als Heimtier im Bereich der Terraristik.

## Merkmale

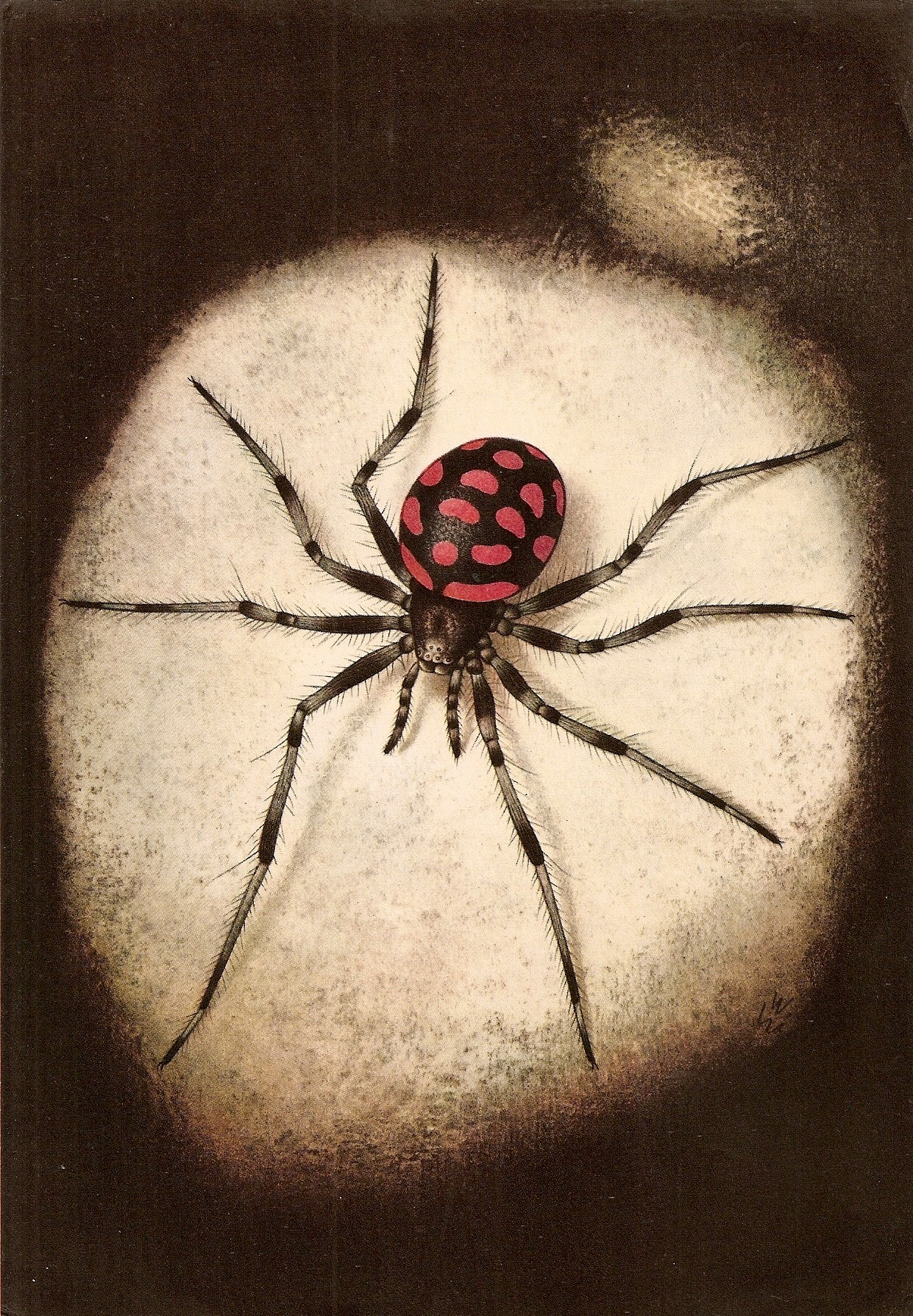
Ausschnitt aus Laminas entomológicas por E Handschin (1950), der ein Weibchen der Art zeigt.

Der grundsätzliche Körperbau der Europäischen Schwarzen Witwe entspricht dem anderer Arten der Gattung. Die Grundfarbe der Art ist ein glänzendes Schwarz. Der gesamte Körper der Spinne ist samtig behaart. Die Haare sind zweigeteilt.
Auffällig ist die rote Fleckenzeichnung auf dem Opisthosoma (Hinterleib) der Art. Davon ist ein bogenförmiger Fleck an der Front des Opisthosomas befindlich. Vier weitere sind auf der Dorsalseite des Opisthosomas in einer vertikal verlaufenden Reihe angelegt. Diese Reihe wird auf beiden Seiten von je einer weiteren und ebenso verlaufenden flankiert. Diese Reihen enthalten drei Flecken. Seitlich befinden sich neben diesen Reihen je ein weiterer Fleck, wodurch sich die Gesamtzahl Dreizehn ergibt. Dadurch rührt auch der Artname tredecimgutattus (lat. für „dreizehnfleckig“). Da diese Zeichenelemente miteinander verschmolzen oder auch teilweise bis gänzlich fehlen können, kann die Anzahl erkennbarer Flecken jedoch variieren.

### Sexualdimorphismus
Wie bei den anderen Arten der Echten Witwen ist das Männchen der Europäischen Schwarzen Witwe wesentlich kleiner als das Weibchen. Der Sexualdimorphismus (Unterschied der Geschlechter) ist auch in unterschiedlicher Gestalt und Färbung ausgeprägt.

#### Weibchen

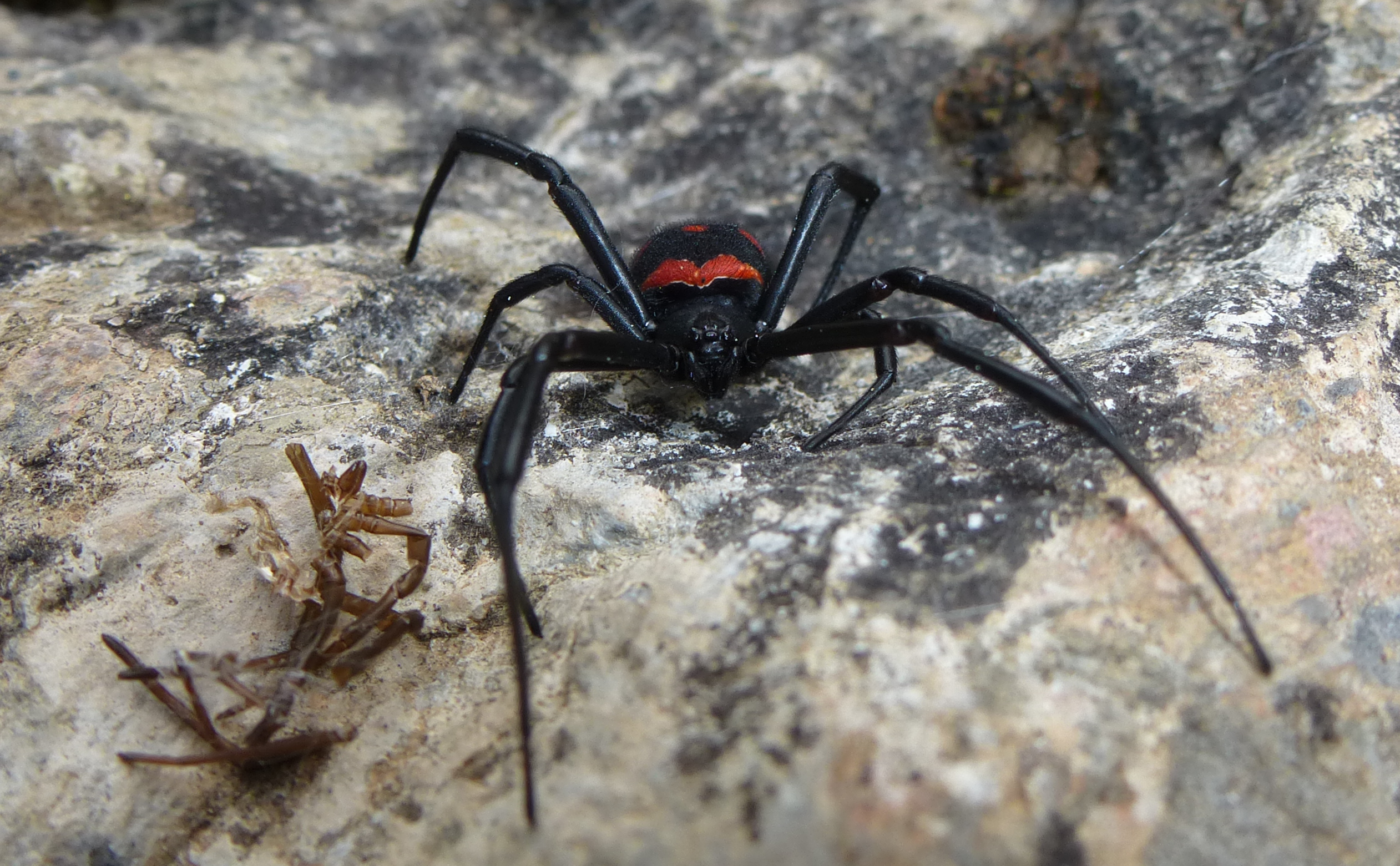
Frontalansicht eines Weibchens mitsamt den Resten ihres nach einer Häutung abgestreiften Exoskeletts.

Das größere Weibchen erreicht eine Körperlänge von sieben bis 15 Millimetern. Sein Prosoma (Vorderkörper) nimmt drei bis 5,2 Millimeter der Körperlänge ein. Der Carapax (Rückenschild des Prosomas) des Weibchens ist mit kleinen schwarzen Härchen besetzt, die regelmäßig angeordnet sind. Das Sternum (Brustschild des Prosomas) ist dunkelbraun und enthält wenige ebenfalls schwarze Härchen.
Das kugelförmige Opisthosoma des Weibchens erscheint glänzend und ist etwas länger als breit. Bei einem 2004 im Gebiet des Hafens der rumänischen und am Schwarzen Meeres gelegenen Stadt Constanța gefundenen Weibchen konnte an dessen Opisthosoma eine Länge von 5,57 und eine Breite von 4,71 Millimetern gemessen werden. Auf der Ventralseite des Opisthosomas des Weibchens ist die für die Echten Witwen (Latrodectus) typische und ebenfalls rote sanduhrförmige Zeichnung vorhanden, die allerdings auch zu zwei Querstreifen reduziert sein kann.
Von der Färbung her ist das Weibchen abgesehen von dem Sternum und den Flecken sowie der Sanduhrzeichnung auf dem Opisthosoma gänzlich schwarz. Bei jüngeren Weibchen sind die Flecken weiß umrandet, bei ausgewachsenen Weibchen hingegen nicht mehr. Die Beine des Weibchens sind länger und kräftiger als beim Männchen.
| Beinpaar | Coxa (Hüftglied) | Trochanter (Schenkelring) | Femur (Schenkel) | Patella (Glied zwischen Femur und Tibia) | Tibia (Schiene) | Metatarsus (Fersenglied) | Tarsus (Fußglied) | Gesamtlänge |
| 1        | 1,35             | 0,38                      | 5,53             | 1,40                                     | 3,91            | 5,49                     | 2,02              | 20,08       |
| 2        | 1,16             | 0,43                      | 3,29             | 1,44                                     | 2,31            | 3,76                     | 1,34              | 13,73       |
| 3        | 0,89             | 0,54                      | 2,92             | 1,44                                     | 2,31            | 3,76                     | 1,34              | 13,73       |
| 4        | 1,4              | 1,02                      | 5,25             | 1,4                                      | 3,74            | 5,52                     | 1,75              | 20,08       |

#### Männchen

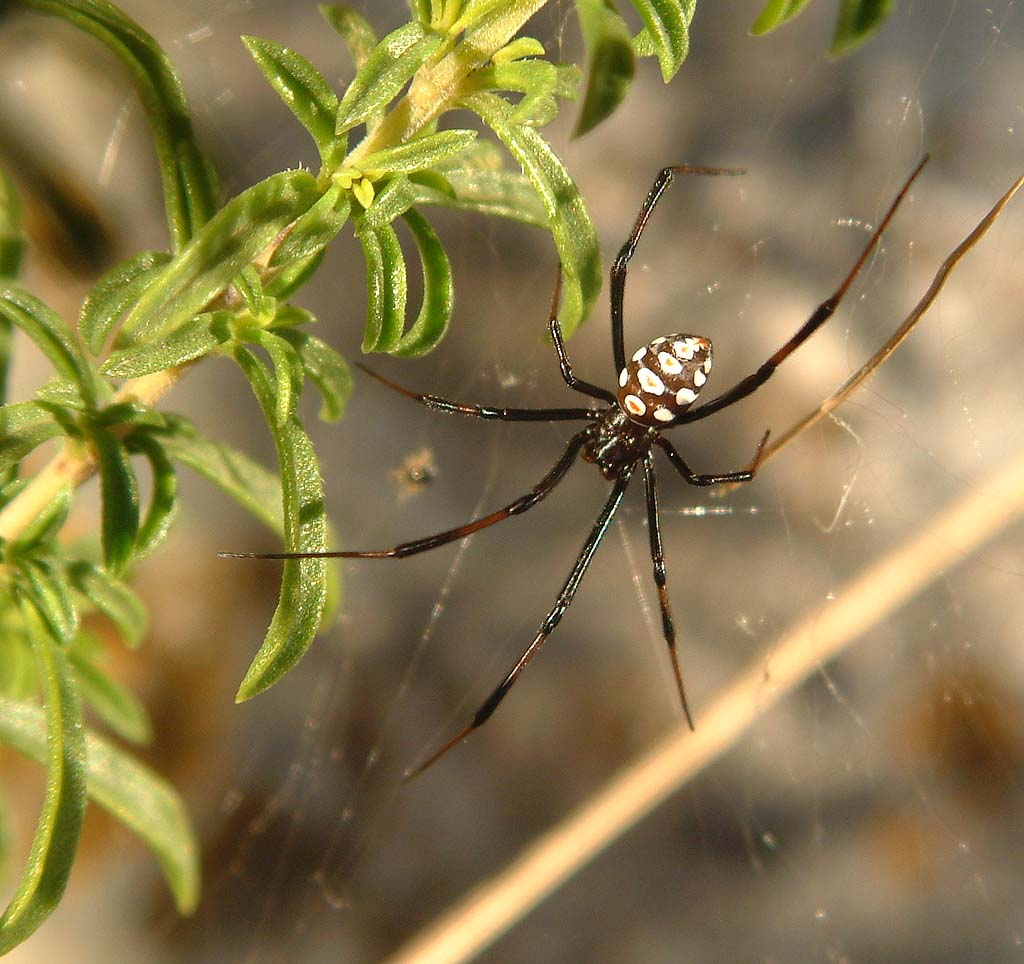
Männchen

Das wesentlich kleinere und weniger kräftig gebaute Männchen besitzt eine verglichen mit der des Weibchens kontrastreichere Färbung. Die Grundfarbe ist hier wie beim Weibchen ebenfalls schwarz, wobei beim Männchen einzelne Bereiche aufgehellt sein und es somit bräunlich erscheinen lassen können.
Die Flecken des Opisthosomas des Männchens sind ähnlich wie bei jüngeren Weibchen weiß umrandet. Anterior (vorhergehend) befindet sich hier ein weißer und mondförmiger Streifen. Die Ventralseite des Abdomens ist beim Männchen gänzlich schwarz und weist anders als beim Weibchen keine Zeichenelemente auf. Das Männchen verfügt verglichen mit dem des Weibchens über ein deutlich schmaleres Opisthosoma. Bei einem ebenfalls 2004 am gleichen Fundort des zuvor erwähnten Weibchens gefundenen Männchen, das sich zum Zeitpunkt des Fundes im Netz des Weibchens aufhielt, konnte eine Opisthosoma-Länge von 2,64 und eine Breite von 1,22 Millimetern festgestellt werden.
Die Beine des Männchens sind rotbraun. Die Färbung fällt nahe der Beingelenke dunkler aus.
| Beinpaar | Coxa | Trochanter | Femur | Patella | Tibia | Metatarsus | Tarsus | Gesamtlänge |
| 1        | 0,66 | 0,32       | 5,31  | 0,87    | 3,61  | 4,68       | 1,61   | 17,12       |
| 2        | 0,57 | 0,2        | 2,6   | 0,66    | 1,92  | 2,95       | 1,04   | 9,94        |
| 3        | 0,41 | 0,18       | 2,21  | 0,37    | 1,44  | 1,86       | 0,87   | 7,43        |
| 4        | 0,66 | 0,22       | 4,99  | 0,63    | 2,96  | 3,82       | 1,4    | 14,86       |

### Ähnliche Arten
Die Europäische Schwarze Witwe wird gelegentlich sowohl mit anderen ihr ähnlichen Arten innerhalb der Gattung der Echten Witwen (Latrodectus) als auch mit welchen aus der Gattung der Fettspinnen (Steatoda) verwechselt. Letztere Gattung zählt ebenfalls zur Familie der Kugelspinnen und ihre Vertreter werden aufgrund der Ähnlichkeit zu den Echten Witwen auch häufig als „Falsche Witwen“ bezeichnet.
Die Europäische Schwarze Witwe weist überdies hinsichtlich des Aufbaus ihrer Geschlechtsorgane viele Ähnlichkeiten mit der nah verwandten und in Nordamerika verbreiteten Südlichen Schwarzen Witwe (Latrodectus mactans) auf.

#### Ähnlichkeiten mitLatrodectus lilianae

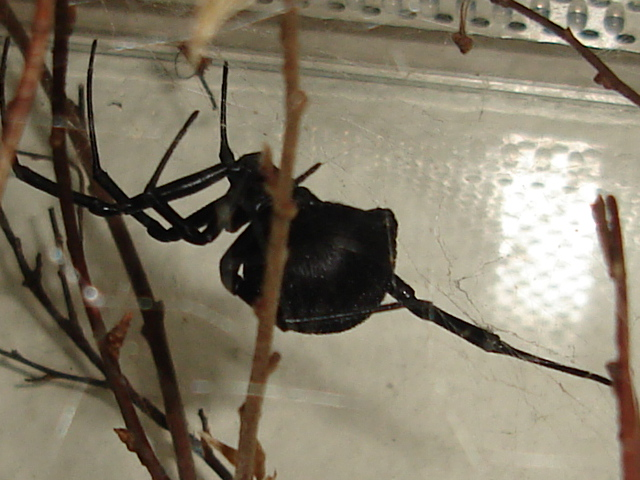
Weibchen von Latrodectus lilianae

Ein häufiger Verwechslungskandidat innerhalb der Gattung der Echten Witwen (Latrodectus) ist die im Jahr 2000 neu beschriebene Art Latrodectus lilianae, die auf der Iberischen Halbinsel vorkommt und sich dieses Verbreitungsgebiet mit der Europäischen Schwarzen Witwe teilt.
Latrodectus lilianae verfügt ähnlich wie die Europäische Schwarze Witwe über eine schwarzbraune bis mattschwarze Grundfärbung, lässt sich aber von der anderen Art durch die bei ihr einzigen Zeichenelemente am vorderen Rand des Opisthosomas sicher unterscheiden. Diese Zeichnung ist entweder fragmentiert aufgeteilt oder kann teilweise aufgelöst beziehungsweise durch feine helle Linien nur noch angedeutet erscheinen. Bei jüngeren Weibchen ist eine mediane Zeichnung vorhanden, die aus miteinander verbundenen hellen Rauten besteht. Diese ziehen sich längs über das Opisthosoma. Die Färbung des Männchens von Latrodectus lilianae ähnelt der des jungen Weibchens der Art, allerdings ist hier der weiße Farbanteil zumeist größer.
Weitere Unterschiede beider Arten liegen neben dem morphologischen Aufbau der Geschlechtsorgane außerdem in der Behaarung des Opisthosomas. Latrodectus lilianae zeichnet sich durch das Merkmal aus, dass anders als bei der Europäischen Schwarzen Witwe, diese Haare zweigeteilt (bifid) sind.

#### Ähnlichkeiten mit der Falschen Schwarzen Witwe

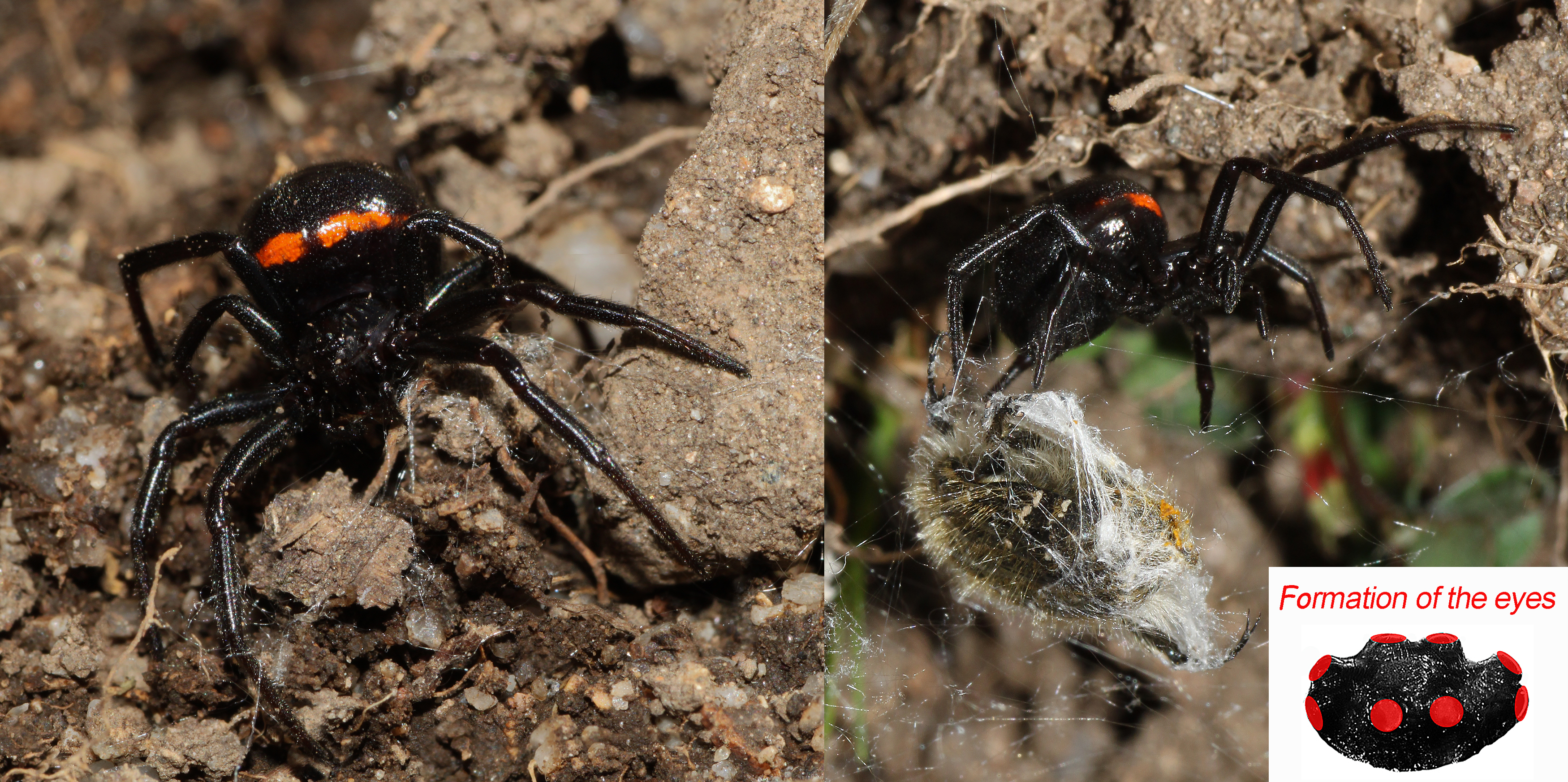
Verschiedene Ansichten eines Weibchens der Falschen Schwarzen Witwe (Steatoda paykulliana) und eine Grafik, die die Augenstellung der Art verdeutlicht.

Innerhalb der Gattung der Fettspinnen (Steatoda) wird die Europäische Schwarze Witwe nicht selten mit der Falschen Schwarzen Witwe (S. paykulliana) verwechselt. Sie ähnelt der Europäischen Schwarzen Witwe in der Form des Opisthosoma und hat ebenfalls eine auffällige Zeichnung, die aber meist nur aus einem roten oder gelben Querstreifen im vorderen Teil des Hinterleibs besteht. Die sehr starke Ähnlichkeit der Falschen Schwarzen Witwe zu den eigentlichen „Schwarzen Witwen“ mitsamt der Europäischen Schwarzen Witwe hat auch zu ihrem Trivialnamen geführt.
Die Europäische Schwarze Witwe ist überdies etwas größer als die Falsche Schwarze Witwe und beide Arten können anhand ihrer Augenstellung voneinander unterschieden werden. Wie bei allen Fettspinnen und somit auch der Falschen Schwarzen Witwe stehen die Seitenaugen näher aneinander als bei den Echten Witwen, der Europäischen Schwarzen Witwe eingeschlossen. Der Abstand der beiden Seitenaugen zueinander ist bei den Fettspinnen geringer als deren eigener Durchmesser (bei einigen Arten dieser Gattung berühren sich die Seitenaugen sogar). Außerdem sind wie bei allen Fettspinnen einschließlich der Falschen Schwarzen Witwe die Cheliceren (Kieferklauen) gezähnt, bei den Echten Witwen (Latrodectus) und somit auch der Europäischen Schwarzen Witwe ist dies jedoch nicht der Fall.
Die Falsche Schwarze Witwe kommt ebenfalls im Mittelmeerraum vor und bevorzugt ähnliche Habitate wie die Europäische Schwarze Witwe.

### Genitalmorphologische Merkmale
Die Bulbi (männliche Geschlechtsorgane) der Europäischen Schwarzen Witwe sind ähnlich wie die von Latrodectus lilianae aufgebaut. Sie weisen braun gefärbte Patellae, Tibien und Cymbii (die jeweils ersten Sklerite, bzw. Hartteile der Bulbi) auf, die wie das Prosoma des Weibchens mit wenigen schwarz gefärbten Härchen versehen sind. Die Cymbii sind vergleichsweise klein und die Emboli (letzte Sklerite und Einfuhrorgane der Bulbi) sind wie eine Feder gewickelt und weisen je vier Schlaufen auf.
Die Epigyne (weibliches Geschlechtsorgan) der Europäischen Schwarzen Witwe ist ebenfalls ähnlich wie die von Latrodectus lilianae sowie die der Schwesterart Latrodectus renivulvatus aufgebaut und verfügt über zwei zusammenstehende Spermatheken (Samentaschen). Diese besitzen bei allen drei Arten Befruchtungsgänge mit je vier Schlaufen. Bei der Europäischen Schwarzen Witwe und der Iberianischen Witwe verläuft die vierte Schlaufe zwischen der zweiten und der dritten, während bei L. renivulvatus die vierte Schlaufe der dritten folgt. Unterscheiden lassen sich die Spermatheken der der Europäischen Schwarzen Witwe und Latrodectus lilianae voneinander durch die Form der jeweils dritten Schlaufe, die bei Latrodectus lilianae einen fast vollständig geschlossenen Kreis bildet, während diese bei der Europäischen Schwarzen Witwe fast halbkreisförmig verläuft.

### Toxikologie
Der hauptsächliche Zweck der bei fast allen Spinnen vorhandenen Spinnentoxine ist die Immobilisierung von Beutetieren. Bei der Europäischen Schwarze Witwe kommt dazu auch die Toxizität der Eier und der Jungtiere, die diese schützen soll.

#### Spinnentoxin

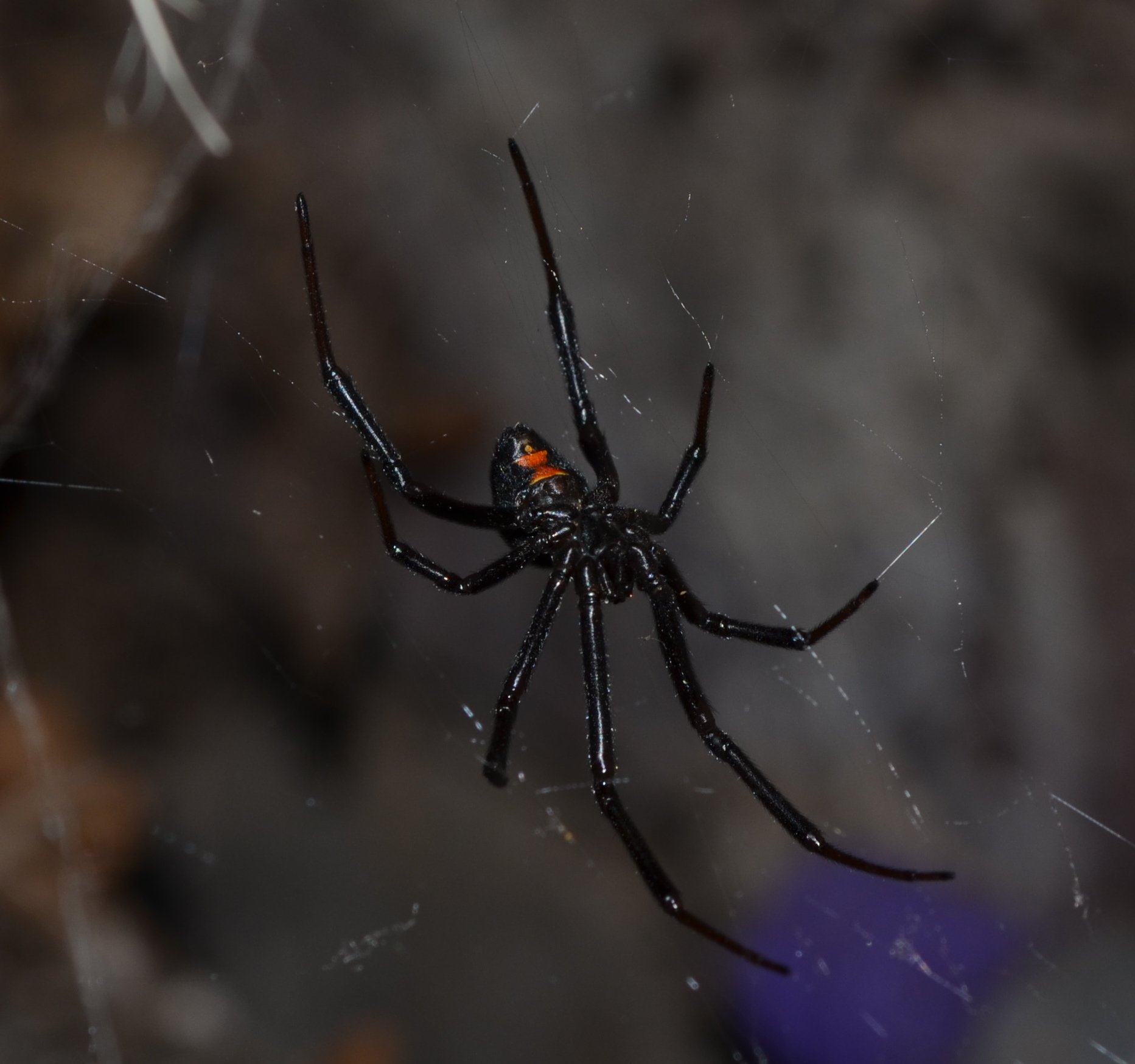
Die in Nordamerika vertretene und zur gleichen Gattung zählende Westliche Schwarze Witwe (L. hesperus) verfügt über ein ähnlich aufgebautes Gift wie die Europäische Schwarze Witwe.

Das aufgrund seiner Wirkung mehrfach untersuchte Spinnentoxin der Europäischen Schwarzen Witwe besteht unter anderem aus 146 Proteinen, die je nach Funktion und Bioaktivität in die fünf Gruppen der Neurotoxine (Nervengifte), der Hilfstoxine, der Peptidasen (Enzyme, die Proteine oder Peptide spalten können), der Proteaseinhibitoren (Moleküle, die die Peptidasen hemmen) und weiterer Toxine, deren Funktion unbekannt ist, eingeteilt werden.
Der Großteil des Toxins wird durch die Neurotoxine ausgemacht, die wie bei allen Echten Witwen (Latrodectus) unter anderem aus Alpha-Latrotoxinen (α-LTX) bestehen, deren Anzahl bei dieser Art 21 beträgt. Diese besitzen eine Molekülmasse von 110 bis 140 Kilodalton und verursachen nach Bindung an bestimmte neuronale Rezeptoren eine massive Freisetzung von Neurotransmittern aus den Nervenenden bei der Tiergruppe, auf die die jeweiligen Neurotoxine (Nervengifte) wirken sollen. Bei sieben der Alpha-Latrotoxine handelt es sich um Latro-Insektotoxine (LIT), die neurotoxisch bei Insekten wirken. Neunzehn weitere Alpha-Latrodoxine erzielen diese Wirkung bei Wirbeltieren. Darüber ist eine als A-Latrocrustatoxin (α-LCT) bezeichnete Komponente enthalten, die neurotoxische Wirkungen bei Krustentieren verursacht. Weitere Neurotoxine sind die vier Ankyrine (Proteine mit Pentapeptidwiederholung) und acht Lycotoxine.
Zu den Hilfstoxinen zählen vermutlich die 62 Theriditoxine, die anscheinend dazu dienen, die Wirkung der Neurotoxine zu steigern.
Die Peptidasen des Spinnentoxins werden aus 16 Trypsinen gebildet, die die Reifung der Toxine und das Verdauen der Beutetiere unterstützen.
Als Proteaseinhibitoren dienen sowohl neun Ctenitoxine, die Neurotoxine und Hilfstoxine vor einem proteolytischem Abbau der Beutetiere bewahren, als auch neun Orphan-Toxine, die Proteasen oder Inhibitoren von Peptidasen und Ionenkanälen von Beutetieren blockiert. Letztere Funktion wird auch durch drei sogenannte SCP-Peptide erfüllt.
Außerdem gibt es vier weitere Toxine, deren Funktion unbekannt ist und die von den Eigenschaften her Skorpiontoxinen ähneln.
Untersuchungen ergaben, dass das Spinnentoxin der Europäischen Schwarzen Witwe ähnlich wie das der Westlichen Schwarzen Witwe (Latrodectus hesperus) zusammengesetzt ist, besonders was den Aufbau der Toxine (Giftstoffe), der Hydrolasen und Inhibitoren (Hemmstoffe) betrifft. Allerdings besitzt das Gift der Westlichen Schwarzen Witwe vierzehn Ankyrine (sich wiederholende Proteine), während deren Anzahl im Gift der Europäischen Schwarzen Witwe dreizehn beträgt.

#### Giftigkeit der Eier
Die Eier der Europäischen Schwarzen Witwe wirken auf andere Organismen ebenfalls toxisch, allerdings wurden in den untersuchten Eiern nicht dieselben typischen Proteine vorgefunden wie in den Spinnentoxinen von Echten Witwen. Das bedeutet, dass die Eier ihren eigenen toxischen Mechanismus haben. Bekannt ist, dass sie vier verschiedene und recht eigene Toxine mit den Bezeichnungen Latroeggtoxin-I bis -IV aufweisen.
Das Latroeggtoxin-I hat eine Molekülmasse von 23,8 Kilodalton. Bei Versuchen mit Mäusen wurde festgestellt, dass es deren motorische Endplatten umkehrbar blockiert.
Das Latroeggtoxin-II besitzt eine Molekülmasse von 28,7 Kilodalton. Elektrophysiologische Untersuchungen mit Ratten zeigten, dass das Toxin gegen das Nervengift Tetrodotoxin resistente Natriumkanäle in Spinalganglien (Nervenknoten im Wirbelkanal) selektiv hemmt, ohne Natriumkanäle, die gegenüber Tetrodotoxin resistent sind, gravierend zu beeinflussen.
Das Latroeggtoxin-III hat eine Molekülmasse von etwa 36,0 Kilodalton und wirkte bei Versuchen neurotoxisch auf Schaben, allerdings nicht auf Mäuse, womit es vermutlich im Gegensatz zu den beiden vorherigen Latroeggtoxinen lediglich bei Insekten volle Wirkung zeigt. Bei weiteren Untersuchungen wurde mithilfe des BLAST-Algorithmus analysiert, dass Latroeggtoxin-III ein Proteine abbauendes Toxin ist und Vitellogenine enthält.
Das Latroeggtoxin-IV unterscheidet sich von den anderen Latroeggtoxinen maßgeblich dadurch, dass es im Gegensatz zu diesen als Antibiotikum fungiert und dieses Peptid als solches ausgelegt ist. Seine Molekülmasse beträgt 3,6 Kilodalton und es erweist sich als besonders effektiv gegen die Staphylokokken S. aureus und S. typhimurium, gegen das Bakterium Bacillus subtilis und gegen das gemeinhin als „Kolibakterium“ bekannte Escherichia coli sowie gegen Pseudomonas aeruginosa.

#### Giftigkeit der Jungtiere
Wie die Eier weisen auch die Jungtiere der Europäischen Schwarzen Witwe toxisch wirkende Eigenschaften auf. Untersuchungen des Innenlebens frisch geschlüpfter Spinnen erwiesen, dass dieses 69,42 % Proteine enthält, die sich hinsichtlich ihrer Molekularmasse und isoelektrischer Punkte unterscheiden. Abdominalinjektionen des Extrakts des Innenlebens bei Mäusen in der Menge von 5,30 Milligramm pro Kilogramm Körpergewicht der jeweiligen Maus und bei Schaben in der Menge von 16,74 Mikrogramm pro Gramm Körpergewicht der jeweiligen Schabe zeigten deutliche Vergiftungssymptome und führten bei einigen Exemplaren auch zum Tod.
Elektrophysiologische Untersuchungen bei Mäusen, denen das Extrakt in einer Konzentration von 10 Mikrogramm pro Milliliter verabreicht wurde, zeigten, dass es deren Nerven im Zwerchfell innerhalb von 1,5 bis 21 Minuten vollständig blockieren konnte. Bei einer verabreichten Dosis mit einer Intensität von 100 Mikrogramm pro Milliliter konnte dies auch bei der Zufuhr des spannungsaktivierenden Natriums sowie der Zufuhr des Calciums in den Ionenkanälen der Spinalganglion erreicht werden.

#### Mögliche Gründe für die Giftigkeit der Eier und Jungtiere
Bisher ist nicht gänzlich geklärt, warum sowohl die Eier als auch die Jungtiere in ihren frühen Stadien als solche ebenfalls giftige Eigenschaften aufweisen. Eine Theorie besagt, dass diese Giftigkeit einen Schutz vor anderen räuberisch lebenden Gliederfüßern bildet. So wurde erwiesen, dass die Toxine der Eier der Europäischen Schwarzen Witwe negative Auswirkungen auf die Gartenkreuzspinne (Araneus diadematus) hatten. Einige Exemplare, die in einem Laborversuch 3–5 % des eigenen Körpergewichtes an Toxinen erhielten, zeigten eine abnormale Netzbautätigkeit, und eines, das 1 % des eigenen Körpergewichtes an Toxinen erhielt, starb sechs Stunden nach der Verabreichung.
Eine andere Vermutung geht dahin, dass die toxischen Eigenschaften dieser Stadien auch antibakteriellem Schutz dienen. Ein Weibchen der Europäischen Schwarzen Witwe deponiert seine Eikokons für gewöhnlich weiter oben in seinem Fangnetz, wo es gelegentlich dunkel und feucht sein kann und diese Räumlichkeiten somit auch Mikroorganismen gute Entwicklungsmöglichkeiten bieten, gegenüber deren pathogenen Auswirkungen die Eier und die Jungtiere jedoch empfindlich sind. Mit diesen Mikroorganismen können die Spinnen auch bei der Nahrungsaufnahme durch die Beutetiere in Kontakt geraten.

## Vorkommen

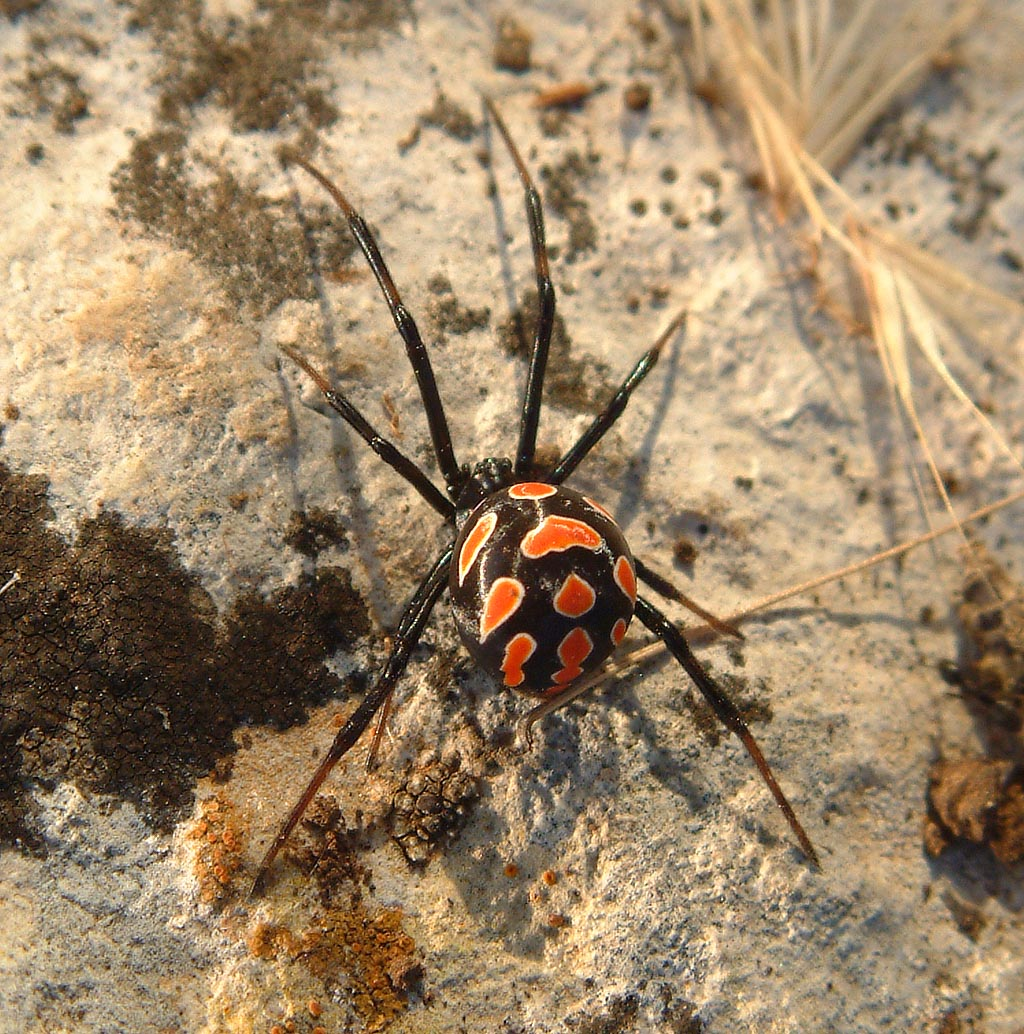
Junges Weibchen in Kroatien

Die Europäische Schwarze Witwe ist in wärmeren Gebieten der Paläarktis vertreten. Das großflächige Verbreitungsgebiet der Art erstreckt sich über den gesamten Mittelmeerraum, die Ukraine, Kaukasien, Russland (vom Europäischen Teil bis zum Süden Sibiriens), Kasachstan, den Iran, Zentralasien und China. In Europa endet das Verbreitungsgebiet nach Norden hin in Istrien. Recht häufig ist die Europäische Schwarze Witwe zum Beispiel auch auf den Mittelmeerinseln Sardinien und Korsika nachgewiesen.
Die zentralasiatische Form der Europäischen Schwarzen Witwe wurde auch schon als eigene Art unter dem Namen Latrodectus lugubris beschrieben. Diese Ansicht ist aber heute nicht mehr gültig. Möglicherweise handelt es sich bei dem zentralasiatischen Vorkommen um eine Unterart.

### Lebensraum

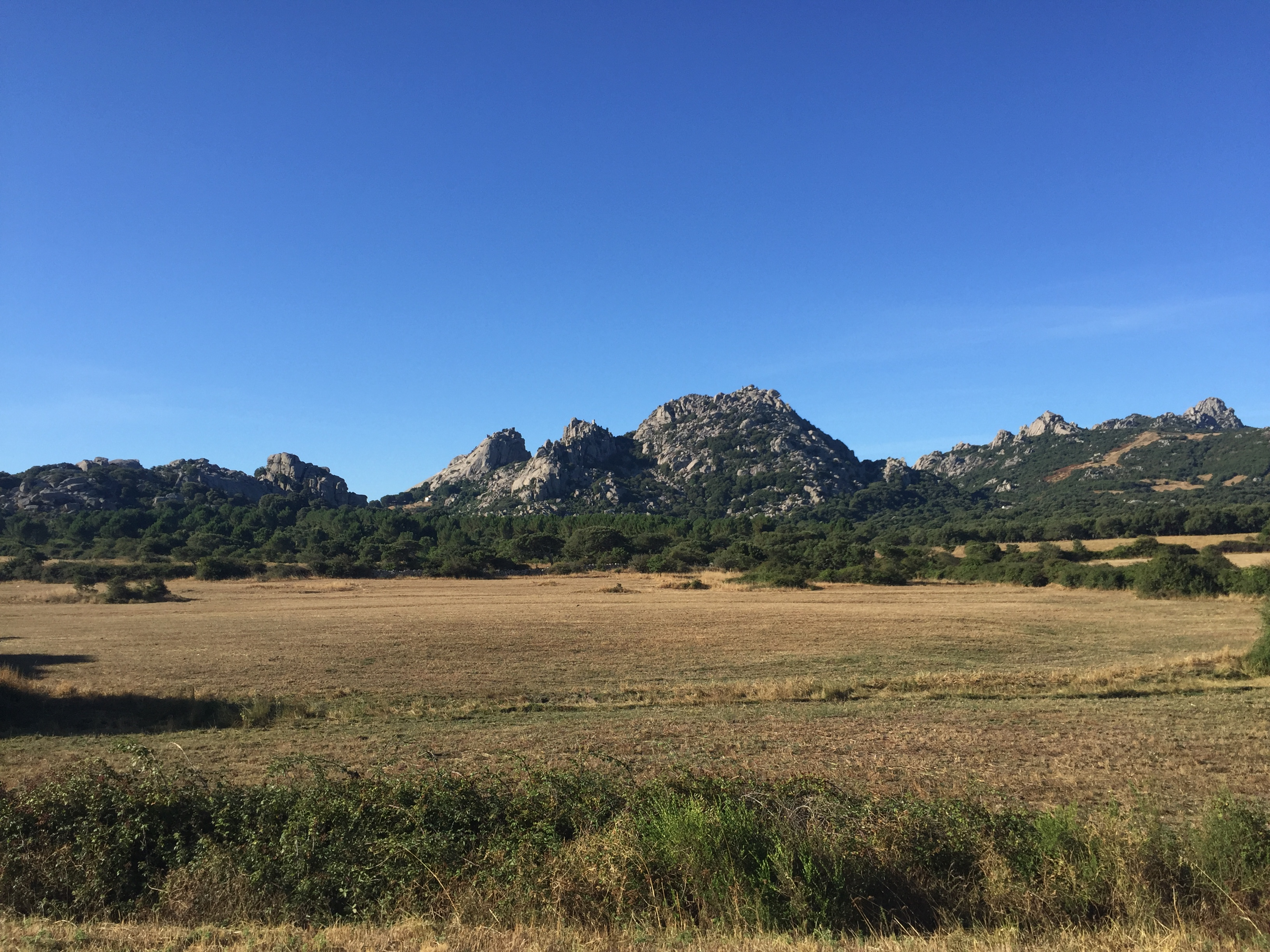
Wenig verbuschte und trockene Graslandschaften wie diese nahe der Gemeinde Aggius auf der italienischen Mittelmeerinsel Sardinien werden von der Europäischen Schwarzen Witwe gerne als Habitat angenommen.

Die Europäische Schwarze Witwe ist wie alle Arten der Echten Witwen (Latrodectus) xerophil (trockenliebend) und bewohnt vorwiegend offene Trockengebiete, darunter Ödland. Sie meidet jedoch auch Graslandschaften nicht. Daneben ist die Art auf warmen, offene Ruderalflächen und unter Steinen nachgewiesen worden.
Weitere Lebensräume der Europäischen Schwarzen Witwe sind Dünen sowie Sand- und Geröllstrände. Funde bei unmittelbarer Nähe zum Meer sind ebenfalls überliefert. Bei Verbuschung eines Habitats sinkt die Individuenzahl der Population in diesem Gebiet.

### Häufigkeit
Im Allgemeinen ist die Europäische Schwarze Witwe in geeigneten Habitaten häufig anzutreffen. Allerdings ist die Häufigkeit stark schwankend und variiert von Jahr zu Jahr. In Istrien beispielsweise war die Art in einigen Jahren fast nicht nachzuweisen, in anderen Jahren war die Fundrate der Spinne dort wiederum recht groß.

## Lebensweise

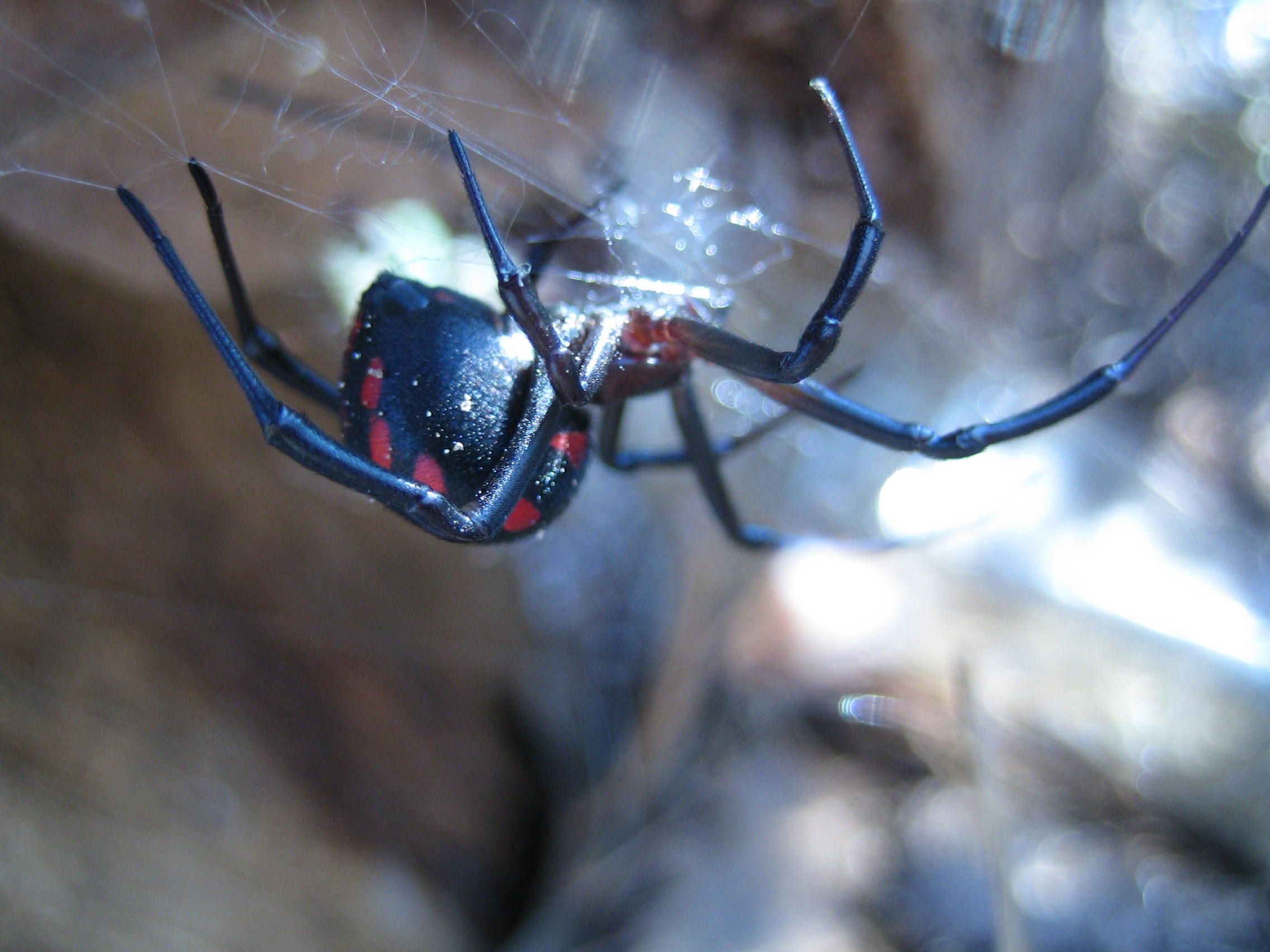
Ein kopfüber in seinem Fangnetz hängendes Weibchen.

Die Europäische Schwarze Witwe hält sich in Bodennähe auf und legt wie viele Kugelspinnen ein für die Familie typisches Spinnennetz zum Zweck des Beutefangs an, das aus mehreren Fangfäden besteht, die zum Boden reichen. Oben befindet sich ein schlüsselförmiger Schlupfwinkel, der als Aufenthaltsort der nachtaktiven Spinne dient. Das Netz wird in Bodennähe meist im halbhohen Gras oder anderer Vegetation angelegt. Jedoch werden Plätze unter überhängenden Felsen oder andere felsige Strukturen gerne als Netzbaustelle genommen.

### Jagdverhalten

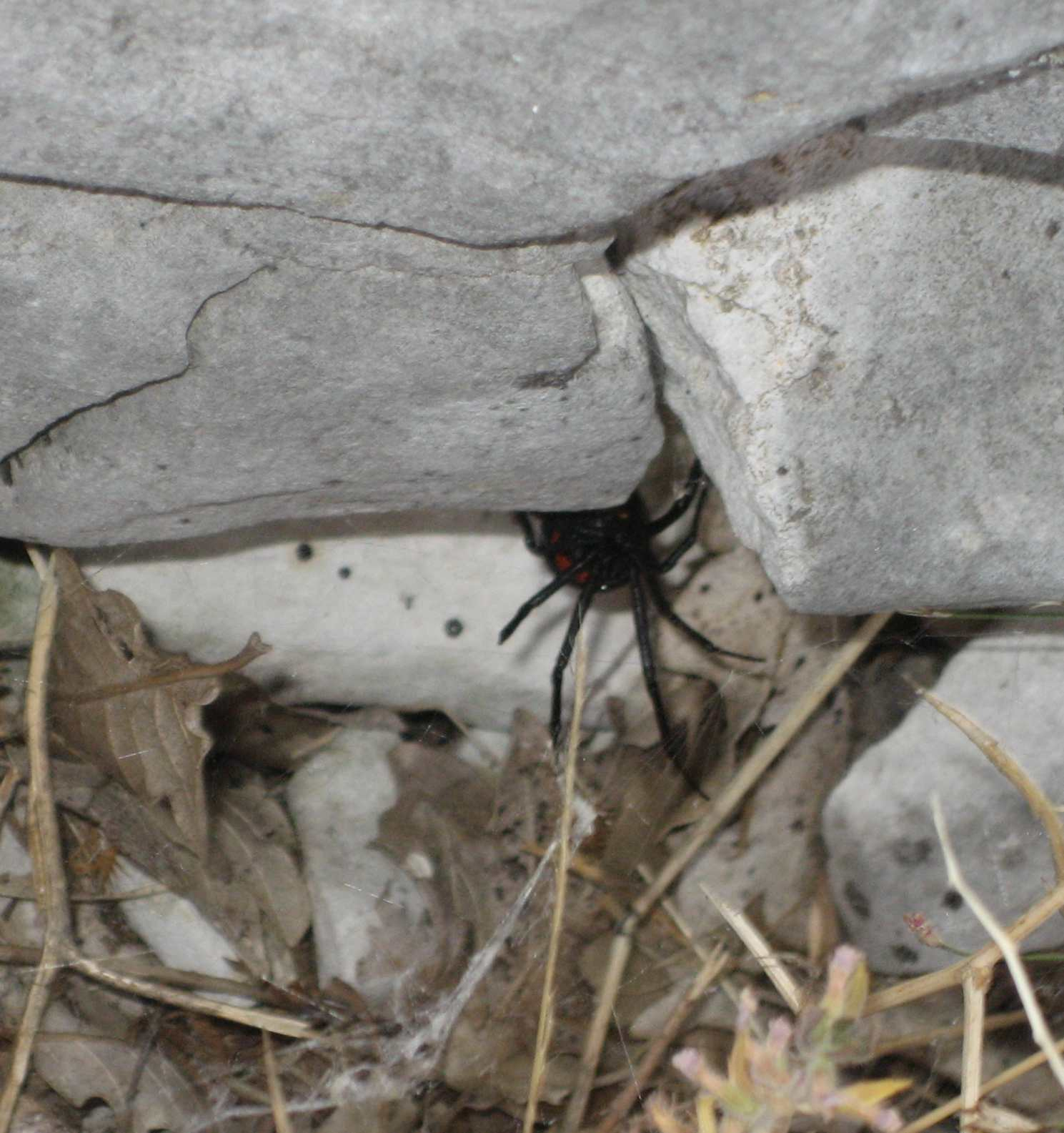
Ein im Schlupfwinkel seines Fangnetzes verborgenes Weibchen, das auf Beute lauert.

Die Jagdstrategie der wie alle ausschließlich mit einem Fangnetz jagenden Spinnen als Lauerjäger jagenden Europäischen Schwarzen Witwe entspricht der anderer Kugelspinnen, die sich auf bodenbewohnende Beutetiere spezialisiert haben. Die Spinne verweilt in ihrem Unterschlupf, bis ein Beutetier einen der mit klebrigen Leimtropfen versehenen und gespannten Fangfäden berührt und, sollte es nicht entkommen, nun daran gefangen ist. Der Faden selber löst sich bei Kontakt.
Die Spinne, die die Position des Beutetieres anhand deren Vibrationen ortet, bewegt sich nun zu diesem und beginnt es von oben durch das Bewerfen weiterer Fangfäden zu immobilisieren. Ist das Beutetier bewegungsunfähig, versetzt die Spinne diesem nun mithilfe der Cheliceren einen Giftbiss. Danach verweilt die Spinne für einige Minuten und setzt anschließend das Bewerfen des Beutetieres mit Fangfäden fort. Die Intensität dabei hängt von der Wehrbereitschaft des Beutetieres ab.
Regt sich das nun eingesponnene und durch das Spinnentoxin gelähmte Beutetier nicht mehr, trennt die Spinne dieses mit ihren Cheliceren vom Fangnetz und transportiert es an einem Spinnenfaden an sich geheftet in den Unterschlupf, wo es nun verzehrt wird. Reste von ausgesogenen Beutetieren, dabei vorwiegend Exoskelette von Gliederfüßern, verbleiben im Netz der Spinne.

### Beutespektrum

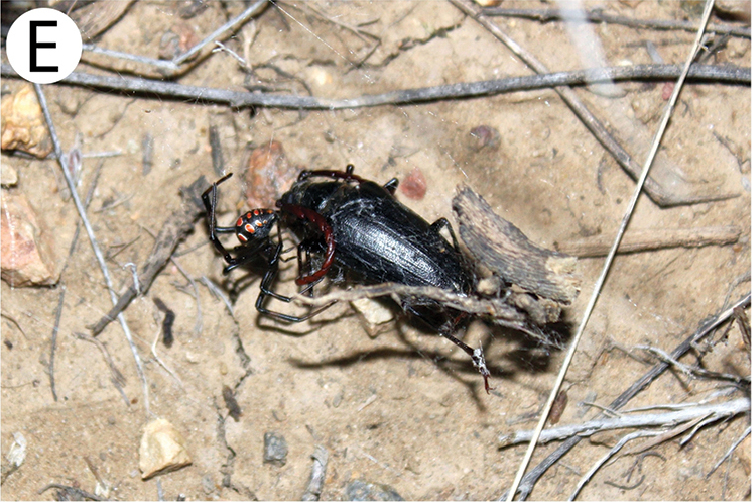
Weibchen mit erbeutetem männlichem Bockkäfer der Art Psilotarsus brachypterus. Größere Käfer wie dieser machen einen nicht unbeträchtlichen Anteil an den Beutetieren der Europäischen Schwarzen Witwe aus.

Die Europäische Schwarze Witwe hat ein großes Beutespektrum, wobei durch die Art des Netzbaus eine passive Auswahl der Nahrung getroffen wird. Das Beutespektrum ist auch vom Altersstadium der Spinne abhängig. In das Beutespektrum fallen verschiedene Gliederfüßer, insbesondere größere Insekten. Den Hauptbestandteil der Beutetiere bilden mittelgroße bis große Gliederfüßer, darunter verschiedene Käfer, Heuschrecken und andere Spinnen.
Aufgrund der effektiven und für die Spinne selber überwiegend sicheren Fangtechnik der Europäischen Schwarzen Witwe ist ihr auch das erfolgreiche Erbeuten sehr großer oder wehrhafter Beutetiere möglich. Somit fallen in das Beutespektrum der Art etwa auch männliche Falltürspinnen, die nachts auf der Suche nach Weibchen umherstreifen und dabei in die Fangnetze der Europäischen Schwarzen Witwe geraten. Es gibt auch Berichte über den Fang von kleinen Wirbeltieren, hauptsächlich Eidechsen, die sich in ihrem Netz verfangen und von den Spinnen erbeutet werden.
Jüngere Individuen, deren Jagdweise grundsätzlich der von ausgewachsenen Exemplaren entspricht, die dabei aber kleinere Fangnetze anlegen, erbeuten dementsprechend vornehmlich kleinere Gliederfüßer. Zu den Beutetieren heranwachsender Exemplare zählen etwa Blattläuse, Zwergzikaden und verschiedene Nachtfalter. Bei Versuchen mit Jungtieren der Europäischen Schwarzen Witwe unter Laborbedingungen wurde von diesen bereits in der ersten und zweiten Fresshaut (Entwicklungsstadium von Spinnen) der erfolgreiche Fang von Raupen (diese hier ebenfalls noch im ersten und dritten Stadium) des Afrikanischen Baumwollwurms (Spodoptera littoralis) und von der dritten bis zur vierten Fresshaut zusätzlich das Erbeuten von Raupen der Großen Wachsmotte (Galleria mellonella) beobachtet. Bereits fortgeschrittene Jungtiere von der fünften bis zur achten Fresshaut gelang es unter diesen Bedingungen auch, Imagines (ausgewachsene Exemplare) des Afrikanischen Baumwollwurms zu erbeuten.

### Lebenszyklus
Der Lebenszyklus der Europäischen Schwarzen Witwe gliedert sich in mehrere Phasen und ist außerdem von den Jahreszeiten abhängig.

#### Phänologie
Die Aktivitätszeit der Europäischen Schwarzen Witwe beläuft sich bei ausgewachsenen Weibchen auf den Zeitraum zwischen Mai und November. Bei adulten Männchen fällt dieser Zeitraum kürzer aus und adulte Exemplare dieses Geschlechts sind zwischen Mai und September auffindbar.

#### Fortpflanzung
Ein geschlechtsreifes Männchen sucht bereits ein noch nicht ausgereiftes Weibchen auf und begibt sich in dessen Netz, das dieses für gewöhnlich nicht mehr verlässt. Sobald dieses die letzte und somit die Reifehäutung vollzogen hat, spinnt das Männchen das Weibchen ein und fesselt es somit, bevor es die Paarung vollzieht. Das Weibchen befreit sich recht schnell von den Fäden und verzehrt oftmals in einem Akt von sexuellem Kannibalismus das Männchen, woher auch neben der optischen Erscheinung die Bezeichnung „Schwarze Witwe“ rührt.

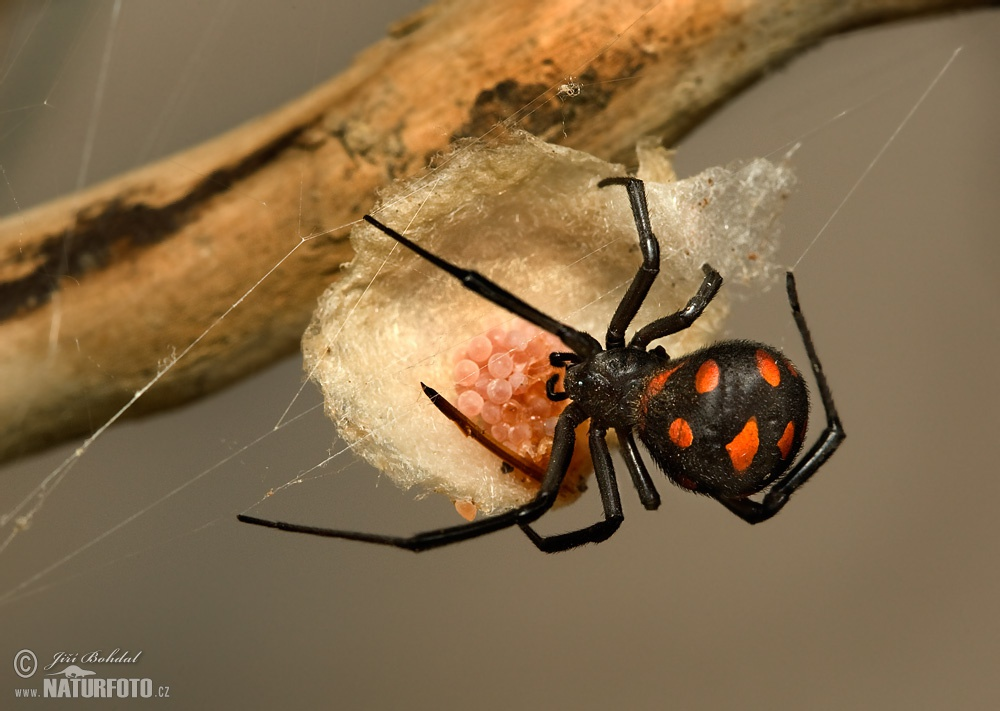
Weibchen beim Kokonbau

Einige Zeit nach der Paarung legt das Weibchen bis zu fünf Eikokons an, die es im Netz deponiert. Die Eikokons sind vierzehn bis siebzehn Millimeter lang und zwölf bis fünfzehn Millimeter breit und darüber hinaus an einer Seite zugespitzt. Von der Färbung her sind die Kokons anfangs weiß oder cremefarben, nehmen aber nach kurzer Zeit einen gelblichen Farbton an, ehe sie kurz vor dem Schlupf, der in untersuchten Laborbedingungen mit Temperaturen 27 °C nach insgesamt 49 Tagen nach der Herstellung je eines Eikokons eintritt, noch einmal dunkler werden. Allerdings wird vermutet, dass die Inkubation (Heranreifen der Jungtiere in den Eiern und Dauer bis zum Schlupf) in der freien Natur deutlich mehr Zeit in Anspruch nehmen kann und die Jungtiere überdies überwintern.
Ein Eikokon enthält etwa 103 Eier, wobei die Schlupfrate bei Weibchen mit gut 57 % etwas höher liegt als die der Männchen mit etwa 43 %. Untersuchungen ergaben, dass ein einzelnes Ei der Europäischen Schwarzen Witwe hochmolekulare Peptide (organische Verbindung, die Peptidbindungen zwischen Aminosäuren enthält) mit einer Molekülmasse von unter fünf Kilodalton sowie 157 Proteine aufweist, die an wichtigen zellulären Funktionen und Prozessen wie Katalyse sowie an Transport und Regulation von Stoffwechselprodukten beteiligt sind.  Außerdem sind die Eier giftig (siehe Abschnitt Giftigkeit der Eier), obgleich die Zusammensetzung der Proteine der Eier komplexer ist als die der Giftstoffe. Die Eigenschaft der giftigen Eier ist auch bei anderen Arten der Echten Witwen vorhanden.
Die geschlüpften und ebenfalls giftigen Jungtiere (siehe Abschnitt Giftigkeit der Jungtiere) verbleiben anfangs bei der Mutter, ehe sie sich verselbstständigen. Sie wachsen durch Häutungen über mehrere Fresshäute heran, deren Anzahl beim Männchen vier bis fünf und beim Weibchen acht beträgt. Nach den Fresshäuten erfolgt die jeweils letzte Häutung, nach der die Spinne dann ausgewachsen ist und damit auch die Geschlechtsreife eintritt.

#### Lebenserwartung
Das Männchen wächst innerhalb von etwa 108 Tagen heran und kann eine gesamte Lebensdauer von ca. 180 Tagen erreichen. Das Weibchen benötigt für das Heranwachsen ganze 215 Tage und erreicht mit ca. 302 Tagen eine höhere Lebenserwartung als das Männchen.

## Systematik
Die Europäische Schwarze Witwe ist heute die Typusart der Gattung der Echten Witwen (Latrodectus). und erfuhr in ihrer Beschreibungsgeschichte vermehrt Umbestellungen sowie Umbenennungen, zumal sie von verschiedenen Autoren unter unterschiedlichen Bezeichnungen geführt wurde.

### Beschreibungsgeschichte
Der Erstbeschreiber und italienische Entomologe (Insektenkundler) und Arachnologe (Spinnenkundler) Pietro Rossi ordnete die Art bei der heute als gültig geltenden Erstbeschreibung 1790, wie damals alle Spinnen, in die Gattung Aranea ein und gab die Bezeichnung Aranea 13-guttata. Die Erstbeschreibung als „kurzbeinichte geflekte Spinne“ Aranea brevipes, 1778 von den deutschen Naturforschern Friedrich Heinrich Wilhelm Martini und  Johann August Ephraim Goeze wurde als vergessener Name (nomen oblitum) unterdrückt (siehe Abschnitt Namensgebung).
Die heutige wissenschaftliche Bezeichnung der Europäischen Schwarzen Witwe, Latrodectus tredecimguttatus, wurde erstmals 1873 von Eugène Simon angewendet und ist ab da vermehrt die durchgängig genutzte Bezeichnung der Art. 1966 wurde sie unter Ion Eduard Fuhn allerdings zu einer Unterart der ebenfalls zu den Echten Witwen (Latrodectus) zählenden sowie prominenten Südlichen Schwarzen Witwe (Latrodectus mactans) mit der Bezeichnung Latrodectus mactans tredecimguttatus herabgestuft, was 1983 von Gershom Levy und P. Amitai revidiert wurde und sie somit wieder ihren eigenständigen Artstatus erhielt.

### Innere Systematik

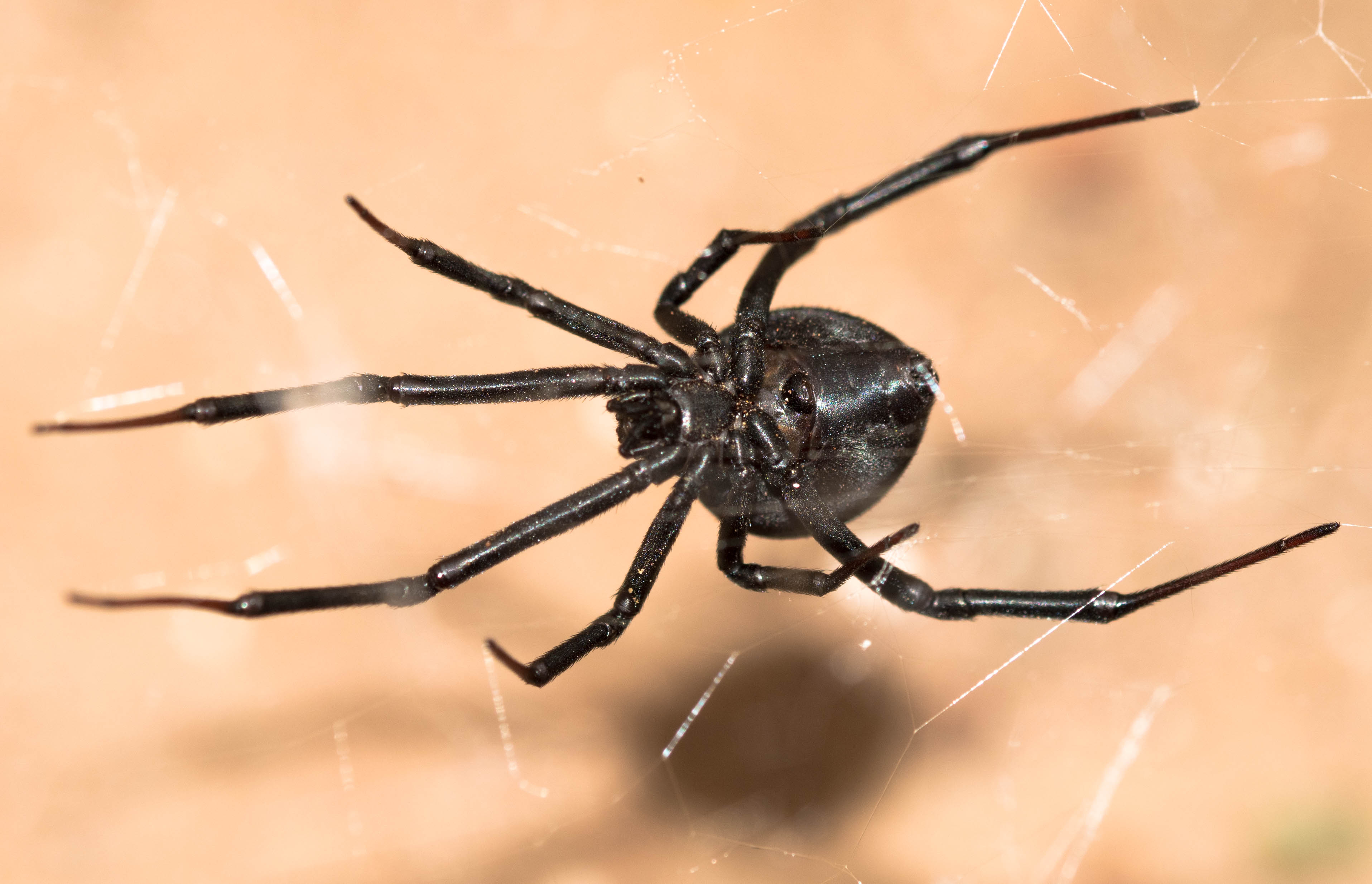
Weibchen von Latrodectus renivulvatus, der der Europäischen Schwarzen Witwe am nächsten verwandten Art.

Innerhalb der Gattung der Echten Witwen (Latrodectus) ist die Europäische Schwarze Witwe am nächsten mit der in Afrika vorkommenden Art Latrodectus renivulvatus verwandt. Forschungen haben ergeben, dass in Spanien auffindbare Exemplare der Europäischen Schwarzen Witwe anscheinend eine höhere Verwandtschaft mit Individuen dieser Art aufweisen als mit den Populationen der Europäischen Schwarzen Witwe in Israel. Die phylogenetischen Beziehungen aller Arten zueinander sind also noch nicht endgültig geklärt.
L. tredecimguttatus und L. renivulvatus zählen zur Klade der Südlichen Schwarzen Witwe (L. mactans), einer der beiden Artengruppen der Echten Witwen. Diese umfasst den Großteil der Arten dieser Gattung. Die andere Klade ist die der Braunen Witwe (L. geometricus), die neben dieser lediglich die südafrikanische Art Latrodectus rhodesiensis enthält. Diese beiden Arten sind genetisch weiter von den anderen Vertretern der Echten Witwen entfernt, was ebenso auf die Europäische Schwarze Witwe und Latrodectus renivulvatus zutrifft.
Die genauere verwandtschaftliche Stellung der genannten Arten innerhalb der Gattung der Echten Witwen zeigt folgendes Kladogramm:
|  | Weitere Arten der L. mactans-Klade                                                                             |
|  | |
|  | \| \| Europäische Schwarze Witwe (L. tredecimguttatus) – Spanien \| \| \| \| \| \| L. renivulvatus \| \| \| \| |
|  | |
|  | Europäische Schwarze Witwe (L. tredecimguttatus) – Spanien                                                     |
|  | |
|  | L. renivulvatus                                                                                                |
|  | |

|  | Europäische Schwarze Witwe (L. tredecimguttatus) – Spanien |
|  |                                                            |
|  | L. renivulvatus                                            |
|  |                                                            |

|  | Weitere Arten der L. mactans-Klade                                                                             |
|  | |
|  | \| \| Europäische Schwarze Witwe (L. tredecimguttatus) – Spanien \| \| \| \| \| \| L. renivulvatus \| \| \| \| |
|  | |
|  | Europäische Schwarze Witwe (L. tredecimguttatus) – Spanien                                                     |
|  | |
|  | L. renivulvatus                                                                                                |
|  | |

|  | Europäische Schwarze Witwe (L. tredecimguttatus) – Spanien |
|  |                                                            |
|  | L. renivulvatus                                            |
|  |                                                            |

|  | Weitere Arten der L. mactans-Klade                                                                             |
|  | |
|  | \| \| Europäische Schwarze Witwe (L. tredecimguttatus) – Spanien \| \| \| \| \| \| L. renivulvatus \| \| \| \| |
|  | |
|  | Europäische Schwarze Witwe (L. tredecimguttatus) – Spanien                                                     |
|  | |
|  | L. renivulvatus                                                                                                |
|  | |

|  | Europäische Schwarze Witwe (L. tredecimguttatus) – Spanien |
|  |                                                            |
|  | L. renivulvatus                                            |
|  |                                                            |

|  | Weitere Arten der L. mactans-Klade                                                                             |
|  | |
|  | \| \| Europäische Schwarze Witwe (L. tredecimguttatus) – Spanien \| \| \| \| \| \| L. renivulvatus \| \| \| \| |
|  | |
|  | Europäische Schwarze Witwe (L. tredecimguttatus) – Spanien                                                     |
|  | |
|  | L. renivulvatus                                                                                                |
|  | |

|  | Europäische Schwarze Witwe (L. tredecimguttatus) – Spanien |
|  |                                                            |
|  | L. renivulvatus                                            |
|  |                                                            |

## Namensgebung

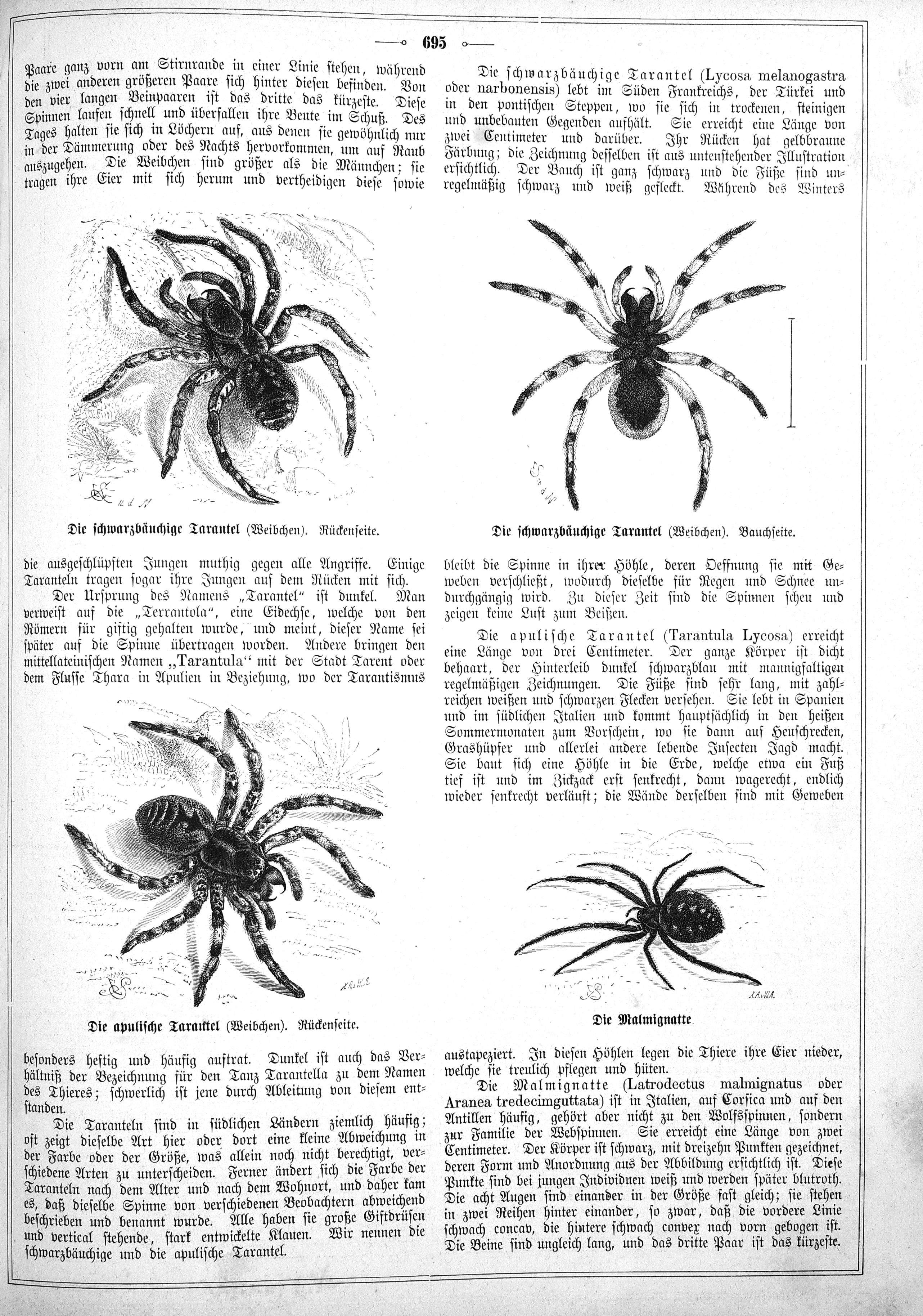
S. 695 aus der Zeitschrift Die Gartenlaube (1879) vom Verleger Ernst Keil

Das Art-Epitheton tredecimguttatus steht für „dreizehnfleckig“. Die Europäische Schwarze Witwe war schon 1778 einmal als Aranea brevipes beschrieben worden, diese Beschreibung wurde aber von späteren Bearbeitern ignoriert und wird heute als vergessener Name (nomen oblitum) in der Taxonomie unterdrückt, sodass die Beschreibung Pietro Rossis, der sie unter dem Namen Aranea 13-guttata in seiner Fauna Etrusca darstellte, Gültigkeit erhielt (siehe Abschnitt Systematik). Rossi erwähnt bereits die Variabilität der Art, dennoch gab es später Versuche, Exemplare mit einer geringeren Anzahl an roten Fleckzeichnungen auf dem Abdomen und andere Varianten als eigene Arten zu definieren. 1805 stellte Charles Athanase Walckenaer die Spinne innerhalb seiner Revision der Gattung Aranea in die neue Gattung Latrodectus. 1966 wurde sie als Unterart zu Latrodectus mactans gestellt, aber 1983 wieder zur Art erhoben.
Die Europäische Schwarze Witwe ist heute außerdem unter weiteren Bezeichnungen bekannt:

### Malmignatte
Pietro Rossi erwähnt in seiner Erstbeschreibung auch den italienischen Trivialnamen „Marmignatto“ für diese Spinnenart. Von diesem leitet sich der eingedeutschte Name „Malmignatte“ ab. 1837 beschrieb Charles Athanase Walckenaer in seiner Histoire naturelle des insectes eine Latrodectus malmignatus, die aber identisch mit der Europäischen Schwarzen Witwe ist. Meist ist mit „Malmignatte“ die europäische Art der Schwarzen Witwen gemeint. Die Bezeichnung wird aber auch auf Arten, die auf anderen Kontinenten leben, übertragen.

### Karakurte
Im südrussischen und zentralasiatischen Verbreitungsgebiet der Europäischen Schwarzen Witwe wird der Trivialname Karakurt, eingedeutscht Karakurte, verwendet. Die Bedeutung dieses Namens, der aus dem Türkischen mit „Schwarzer Wolf“ übersetzt werden kann, spielt auf die Gefährlichkeit der Spinne für Tier und Mensch an, die von der Bevölkerung dieser Gebiete als hoch eingeschätzt wird. Aus Kasachstan gibt es jeden Sommer Berichte, nach denen zahlreiche Kamele durch den Biss der Schwarzen Witwe verenden, wenn sie nicht mit einem Antiserum behandelt werden.

### Schwarze Witwe
Die später entstandene deutschsprachige Bezeichnung „Schwarze Witwe“ rührt von der Annahme her, dass die Weibchen nach der Paarung die kleineren Männchen auffressen und sich dadurch selbst zur „Witwe“ machen. Dieses Verhalten, das auch bei anderen Spinnen beobachtet werden kann, ist bei der Mehrheit der Arten dieser Ordnung jedoch nicht der Regelfall. Auch bei den sogenannten „Schwarzen Witwen“ ist dieses Phänomen nicht zwingend der Regelfall, obgleich kannibalistisches Verhalten bei dem Weibchen der Europäischen Schwarzen Witwe gegenüber dem Männchen in der Tat häufig beobachtet werden kann.

## Europäische Schwarze Witwe und Mensch

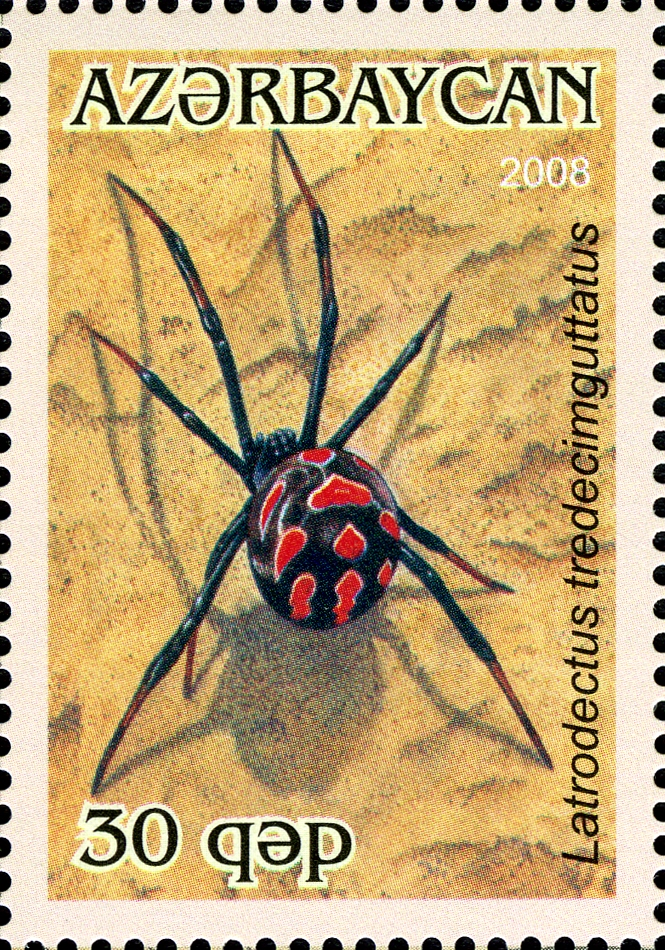
Weibliche Europäische Schwarze Witwe auf einer Briefmarke von Aserbaidschan aus dem Jahr 2008

Wegen der medizinischen Folgen ihres Bisses wird die Europäische Schwarze Witwe wie viele andere Echte Witwen (Latrodectus) einschließlich der anderen „Schwarze Witwe“ und wie die ihnen ähnelnden Fettspinnen (Steatoda), die zur gleichen Familie zählen, oftmals gefürchtet. Anderseits wird in der Art aufgrund ihres effektiven Beutefangs auch die Möglichkeit zur Nutzung in der Landwirtschaft gesehen (s. dazu Abschnitt Nutzen in der Landwirtschaft). Auch ist die Spinne aufgrund ihrer Eigenschaften und nicht zuletzt aufgrund der hohen Toxizität ihrer verschiedenen Gifte ein Forschungsobjekt der Wissenschaft mit höherer Relevanz geworden, und sie wird überdies gelegentlich als Heimtier in der Terraristik gehalten (s. dazu Abschnitt Terraristik).

### Bissunfälle
Wie bei den anderen Echten Witwen (Latrodectus) können nur die Weibchen der Europäischen Schwarzen Witwe mithilfe ihrer Cheliceren (Kieferklauen) die menschliche Haut durchdringen, sind dabei aber nicht angriffslustig, sondern versuchen bei Störungen meist zu fliehen und beißen nur in größter Not.
Am häufigsten werden Landarbeiter bei der Ernte gebissen, die dabei mit der bevorzugt im ländlichen Bereich vorkommenden Spinne in Kontakt geraten. Entsprechend selten sind Bisse im urbanen Bereich, den die Art anders als etwa die nah verwandte Südliche Schwarze Witwe (Latrodectus mactans) überwiegend meidet. Mittlerweile werden Bissunfälle in Europa aber deutlich seltener verzeichnet.
Die Toxizität (Giftwirkung) des Spinnenbisses für den Menschen ist umstritten. Während der Erstbeschreiber, Pietro Rossi, einer der führenden Entomologen des 18. Jahrhunderts, erwähnte, dass das Gift der Spinne auch Menschen töten könne, wurde Anfang des 20. Jahrhunderts die Giftwirkung der Spinne in Frankreich fast vollends bestritten. Zuweilen wird die Wirkung des Bisses nur wie die eines Wespenstichs beschrieben. Tödliche Verläufe nach einem Biss kommen nur in extremen Ausnahmefällen vor, etwa bei vier bis fünf von 1.000 Bissen. Wieder andere Quellen sprechen davon, dass ungefähr 5 % (50 von 1.000 Bissen) oder 0,2 % (2 von 1.000 Bissen) der unbehandelten Bisse tödlich verlaufen.

#### Symptome

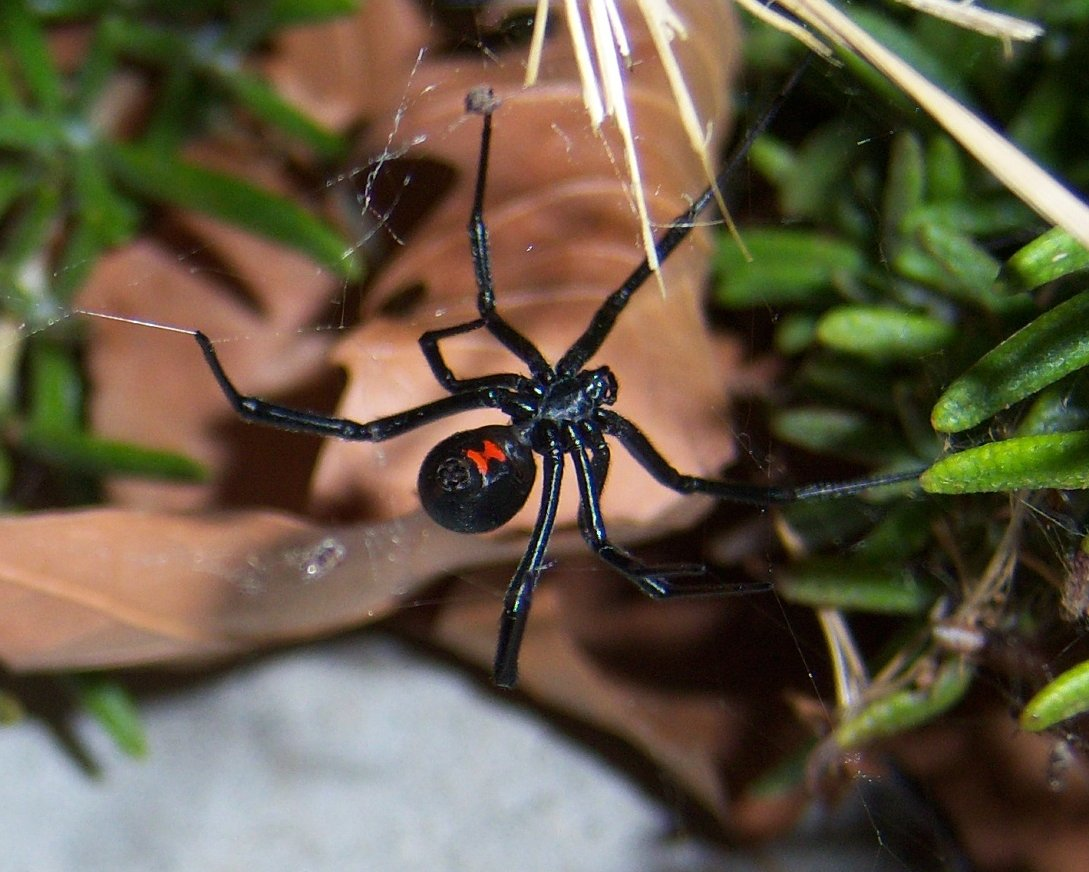
Die Symptome des Bisses der Europäischen Schwarzen Witwe ähneln oftmals denen der in Nordamerika verbreiteten Südlichen Schwarzen Witwe (L. mactans).

Ein Biss der Europäischen Schwarzen Witwe kann mit verschiedenen körperlichen Komplikationen einhergehen. Häufige Symptome sind Schweißausbrüche in 70 % der registrierten Bissfälle und weitere systemische Effekte in 20 % bis 30 %. Dazu zählen Übelkeit, Erbrechen in weniger als 20 %, Fieber und neuromuskuläre Effekte in 10 % und Bluthochdruck in weniger als 10 % der Fälle. Diese Symptome können ein bis vier Tage verbleiben. Zwei Drittel der gemeldeten Bissopfer erlitten starke und langanhaltende Schmerzen, die ein Drittel der Bissopfer sogar vom Schlaf abhalten sollen. Mehr als die Hälfte der Bissopfer beklagten, dass die Intensität des Schmerzes innerhalb einer Stunde nach dem Biss zunimmt und dabei auch in die Extremitäten und den Unterleib ausstrahlt. Diese Schmerzen klingen nach einem bis zwei Tagen wieder ab.
Nicht selten sind die Symptome überdies ähnlich denen des Bisses der Südlichen Schwarzen Witwe (Latrodectus mactans), die in den südöstlichen Bundesstaaten der USA vorkommt. Das im Spinnengift enthaltene Alpha-Latrotoxin verursacht unwillkürliche neuromuskuläre Entladungen, die zu krampfartigen Bauchschmerzen, zu Kopfschmerzen, Bluthochdruck und nach ein bis drei Stunden zu generalisierenden, sich rasch steigernden Muskelschmerzen und Muskelkrämpfen führen. Unbehandelt können diese Symptome tagelang anhalten. An der Bisswunde kommt es zu lokalen Schwellungen und Rötungen.
Oft kann der Zusammenhang der Symptome mit dem Spinnenbiss nicht hergestellt werden, da die meisten Erscheinungen dieses Krankheitsbildes, das Latrodektismus genannt wird, erst nach 20 Minuten bis 2 Stunden spürbar werden. Fehldiagnosen und Fehlbehandlungen sind oft die Folge, da die Spinnenbisse in Europa relativ selten sind und es in den Krankenhäusern sowohl an Erfahrungen mit diesen Vergiftungssymptomen als auch an Antitoxin fehlt. Beispielsweise kam es im Krankenhaus von Almería in Spanien, das in einem bekannten Verbreitungsgebiet der Spinne liegt, in den Jahren zwischen 1984 und 1994 nur zu zwölf Fällen, in denen Opfer von Bissen der Europäischen Schwarzen Witwe eingeliefert wurden. Fast alle waren Landarbeiter, die hauptsächlich in Gewächshäusern gearbeitet hatten. Im Freiland kam es kaum zu Kontakten mit der Spinne.

#### Tarantismus

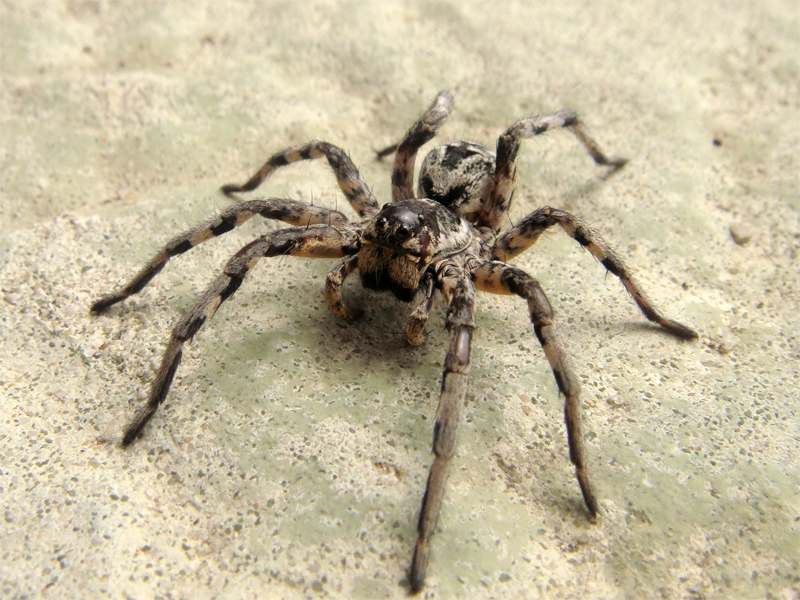
Besonders früher wurde behauptet, der Biss der Europäischen Schwarzen Witwe könne wie der der hier gezeigten und deutlich harmloseren Apulischen Tarantel (Lycosa tarantula) mit dem Tarantismus einhergehen.

Teilweise noch heute wird der Biss der Schwarzen Witwe auch als Ursache für das Auftreten des Tarantismus, einer Art Veitstanz, angesehen, bei dem es neben Krämpfen und unwillkürlichen Zuckungen auch zu Halluzinationen kommen kann. Für die Menschen des Mittelalters waren diese Vergiftungserscheinungen schwer einzuordnen und führten, ausgehend von der Stadt Tarent in Süditalien, zu einer regelrechten Hysterie, die im 15. Jahrhundert auch Spanien erfasste. Zwar wurden die Symptome schon bald auf den Biss einer Spinne zurückgeführt, doch wurde die Apulische Tarantel (Lycosa tarantula) dafür verantwortlich gemacht. Die Tarantel ist wesentlich weniger giftig als die Europäische Schwarze Witwe, sie ist aber viel größer als diese und auch tagsüber aktiv, so dass sie von den Menschen viel öfter beobachtet werden konnte als die nachtaktive Schwarze Witwe, die sich während der Tagesstunden unter Steinen verbirgt. Später wurde der Name „Tarantel“ von den Spaniern auch auf die in Südamerika heimischen Vogelspinnen übertragen.
Die Therapiemethoden der damaligen Zeit umfassten Schwitzkuren oder Behandlung mit Exkrementen. Den Patienten kam vielleicht am ehesten die Tarantella entgegen, ein Musikstück, das ursprünglich zu dem Zweck komponiert wurde, die Bissopfer durch schnelles Tanzen von ihren Leiden zu befreien. Diese „Heilmethode“ wurde noch 1875 von der spanischen Ärztekammer empfohlen. Die Anwendung der Tarantella zum Zweck der vom Tarantismus betroffenen Personen kam häufig bis in die 1950er Jahre zum Einsatz und findet vereinzelt auch heute noch Anwendung. In moderner Literatur wird sowohl der Biss der Europäischen Schwarzen Witwe als auch der Apulischen Tarantel und anderer im Mittelmeerraum verbreiteter giftiger Tiere, etwa verschiedenen Skorpionen oder Schlangen, als symbolische Interpretation des Tarantismus aufgefasst. Dafür spricht, dass bei vielen mit Tarantismus diagnostizierten Patienten keine Biss- oder Stichwunden derartiger Tiere vorgefunden wurden. Stattdessen sind die Ursachen vermehrt auf psychologische Ursachen zurückzuführen, was durch jährlich auftretende Krisen, einem nicht stattfindenden Auftreten der Krankheit in einigen Dörfern und den allgemein vermehrt bei jungen Frauen festgestellten Tarantismus bekräftigt wird. Ferner werden dem Tarantismus auch Symptome wie Hysterie oder Melancholie zugeschrieben, die hingegen nicht als Folge eines Bisses der Europäischen Schwarzen Witwe in Frage kommen.

### Bedrohung und Schutz
Aufgrund der grundsätzlich hohen Populationsdichte und somit allgemeinen Häufigkeit in Habitaten, die optimale Bedingungen für das Leben der Art erfüllen, ist die Europäische Schwarze Witwe in ihrem Verbreitungsgebiet nicht bedroht und genießt dementsprechend keinen Schutzstatus. Der Bestand der Art wird von der IUCN nicht erfasst.

### Nutzen in der Landwirtschaft
Die Europäische Schwarze Witwe erwies sich in der Landwirtschaft vermehrt als effektiver Nützling, da sie mitunter auch eine Vielzahl bekannter Schädlinge erbeutet, die Gemüsepflanzen sowie Zier- und Obstbäume befallen. Aufgrund dessen ist das Interesse, die Art als ein Kontrollmittel für besagte Schädlinge im Rahmen der biologischen Schädlingsbekämpfung einzusetzen, mittlerweile sehr gestiegen. Dafür werden Individuen der Europäischen Schwarzen Witwe an Fundorten innerhalb landwirtschaftlich genutzter Flächen oftmals belassen oder in solche Gebiete gebracht, wo sie dann Tiere, die der Landwirtschaft schaden können und somit als Schädlinge gelten, dezimieren sollen.

### Terraristik
Die Europäische Schwarze Witwe wird wie einige andere Spinnen gelegentlich als Heimtier in der Terraristik gehalten, was mitunter an der optischen Erscheinung der Spinne liegt. Für viele Interessenten wird auch der geringe Platzbedarf aufgrund der standorttreuen Lebensweise der Art positiv aufgefasst, der die Haltung in vergleichsweise kleinen Behausungen (vorzugsweise Terrarien) ermöglicht. Die Temperatur kann und die Luftfeuchtigkeit sollte aufgrund der natürlichen Habitate der Spinne eher niedrig ausfallen. Obligatorisch sind Errichtungsmöglichkeiten für das Spinnennetz und eine Versteckmöglichkeit, die das Tier als Unterschlupf nutzen und ausbauen kann. Somit ist die Haltung der Europäischen Schwarzen Witwe als solche vergleichsweise einfach, allerdings sollte man sich vor dem Kauf einer oder mehrerer Exemplare der möglichen von ihr ausgehenden Gefahr bewusst sein (s. Abschnitt Bissunfälle).